# Halymeniaceae
Famille
Synonymes
- Halymeniaceae Kütz., 1843

Les Halymeniaceae sont une famille d’algues rouges de l’ordre des Halymeniales. 

## Liste des genres
Selon AlgaeBase (26 juillet 2013) :
- genre Acrodiscus Zanardini
- genre Aeodes J.Agardh
- genre Carpopeltis F.Schmitz
- genre Codiophyllum J.E.Gray
- genre Corynomorpha J.Agardh
- genre Cryptonemia J.Agardh
- genre Epiphloea J.Agardh
- genre Gelinaria Sonder
- genre Glaphyrosiphon Hommersand & Leister
- genre Grateloupia C.Agardh
- genre Grateloupiocolax Schnetter & Bula-Meyer
- genre Halymenia C.Agardh
- genre Isabbottia Balakrishnan
- genre Kintokiocolax Tak.Tanaka & Y.Nozawa
- genre Neoabbottiella Perestenko
- genre Norrissia Balakrishnan
- genre Pachymenia J.Agardh
- genre Phyllymenia J.Agardh
- genre Polyopes J.Agardh
- genre Prionitis J.Agardh
- genre Spongophloea Huisman, De Clerck, Prud'homme van Reine & Borowitzka
- genre Thamnoclonium Kützing
- genre Yonagunia Kawaguchi & Masuda
- genre Zanardinula De Toni
- genre Zymurgia J.A.Lewis & Kraft

Selon NCBI (26 juillet 2013) :
- genre Aeodes
- genre Carpopeltis
- genre Codiophyllum
- genre Cryptonemia
- genre Epiphloea
- genre Gelinaria
- genre Glaphyrosiphon
- genre Grateloupia
- genre Halymenia
- genre Isabbottia
- genre Norrissia
- genre Pachymenia
- genre Pachymeniopsis
- genre Polyopes
- genre Prionitis
- genre Sinotubimorpha
- genre Thamnoclonium
- genre Yonagunia
- genre Zymurgia

Selon World Register of Marine Species (26 juillet 2013) :
- genre Acrodiscus Zanardini, 1869
- genre Aeodes J.Agardh, 1876
- genre Carpopeltis F.Schmitz, 1895
- genre Codiophyllum J.E.Gray, 1872
- genre Corynomorpha J.Agardh, 1872
- genre Cryptonemia J.Agardh, 1842
- genre Epiphloea J.Agardh, 1890
- genre Gelinaria Sonder, 1845
- genre Glaphyrosiphon Hommersand & Leister, 2010
- genre Grateloupia C.Agardh, 1822
- genre Grateloupiocolax Schnetter & Bula-Meyer, 1983
- genre Halymenia C.Agardh, 1817
- genre Isabbottia Balakrishnan, 1980
- genre Kintokiocolax Tak.Tanaka & Y.Nozawa, 1960
- genre Neoabbottiella Perestenko, 1982
- genre Norrissia Balakrishnan, 1980
- genre Pachymenia J.Agardh, 1876
- genre Phyllymenia J.Agardh, 1848
- genre Polyopes J.Agardh, 1849
- genre Spongophloea Huisman, De Clerck, Prud'homme van Reine & Borowitzka, 2011
- genre Thamnoclonium Kützing, 1843
- genre Yonagunia Kawaguichi & Masuda, 2004
- genre Zymurgia J.A.Lewis & Kraft, 1992
- genre Hymenophlaea J.Agardh, 1899